# Tephrochlamys nivalis
Tephrochlamys nivalis är en tvåvingeart som först beskrevs av Einar Wahlgren 1918.  Tephrochlamys nivalis ingår i släktet Tephrochlamys och familjen myllflugor.
Artens utbredningsområde är Sverige. Inga underarter finns listade i Catalogue of Life.